# Eriastichus glanis
Eriastichus glanis (лат.) — вид мелких хальциноидных наездников из подсемейства Tetrastichinae (Eulophidae). Встречаются в Центральной Америке: Коста-Рика (Limón, Reserva Biológica Hitoy-Cerere, Headquarters).

## Описание
Мелкие наездники-эвлофиды, длина около 2,0 мм. От близких видов отличается следующими признаками: голова тёмно-коричневая, жгутик коричневый; скапус усика желтовато-коричневый, вентральный выступ скапуса равен 0,3 длины скапуса, антенны с дорсобазальными щетинками на F1 равны 0,5 × длины F1; брюшко с боковыми пучками светлых уплощенных щетинок на Gt6. Тело покрыто многочисленными тонкими короткими волосками. Скуловая борозда изогнута; брюшко с раздутой плевральной мембраной между Gt1-4 и Gs1-4; у обоих полов пучок светлых и уплощенных щетинок сбоку на Gt6. Усики 12-члениковые (булава из 3 члеников). Биология неизвестна. Предположительно, как и другие близкие группы паразитируют на насекомых.

## Таксономия
Вид был впервые описан в 2021 году шведским гименоптерологом Christer Hansson по материалам из Коста-Рики.